# Liliane Meganck
Liliane Meganck (26 juni 1958) is een voormalige Belgische atlete, die gespecialiseerd was in de sprint. Zij veroverde op twee nummers drie Belgische titels.

## Biografie
Meganck nam tussen 1980 en 1982 driemaal deel aan de Europese indoorkampioenschappen, maar raakte nooit voorbij de series.
In 1981 behaalde Meganck haar eerst Belgische titel op de 100 m. Het jaar nadien behaalde ze de dubbel door ook de 200 m te winnen.
Meganck was ook verschillende malen lid van het nationale aflossingsteam, dat het Belgisch record op de 4 x 100 m verbeterde. In 1980 liep ze samen met Lea Alaerts, Karin Verguts en Véronique Colonval de aflossing in een tijd van 44,41 s, een Belgisch record dat meer dan twintig jaar zou standhouden.

### Clubs
Meganck was aangesloten bij Dames Atletiek Katholiek Sportverbond (DAKS).

## Belgische kampioenschappen
| Onderdeel | Jaar       |
| --------- | ---------- |
| 100 m     | 1981, 1982 |
| 200 m     | 1982       |

## Persoonlijke records
| Onderdeel | Prestatie | Datum            | Plaats |
| --------- | --------- | ---------------- | ------ |
| 100 m     | 11,57 s   |                  |        |
| 200 m     | 23,39 s   | 10 augustus 1980 |        |

## Palmares

### 50 m
- 1981: 5e in serie EK indoor in Grenoble  – 6,45 s

### 60 m
- 1980: 4e in serie EK indoor in Sindelfingen  – 7,57 s

### 100 m
- 1981:  BK AC – 11,79 s
- 1982:  BK AC – 11,76 s

### 200 m
- 1981:  BK AC - 24,07 s
- 1982: 4e in serie EK indoor in Milaan  – 24,65 s
- 1982:  BK AC – 25,15 s

### 4 x 100 m
- 1973: 7e EK U20 in Duisburg – 47,00 s